# Fère-Champenoise
Fère-Champenoise és un municipi francès, situat al departament del Marne i a la regió del Gran Est. L'any 2007 tenia 2.310 habitants.

## Demografia

### Població
El 2007 la població de fet de Fère-Champenoise era de 2.310 persones. Hi havia 973 famílies, de les quals 288 eren unipersonals (140 homes vivint sols i 148 dones vivint soles), 320 parelles sense fills, 293 parelles amb fills i 72 famílies monoparentals amb fills.
La població ha evolucionat segons el següent gràfic:
Habitants censats

### Habitatges
El 2007 hi havia 1.132 habitatges, 984 eren l'habitatge principal de la família, 19 eren segones residències i 129 estaven desocupats. 930 eren cases i 198 eren apartaments. Dels 984 habitatges principals, 593 estaven ocupats pels seus propietaris, 372 estaven llogats i ocupats pels llogaters i 19 estaven cedits a títol gratuït; 18 tenien una cambra, 59 en tenien dues, 163 en tenien tres, 275 en tenien quatre i 468 en tenien cinc o més. 637 habitatges disposaven pel capbaix d'una plaça de pàrquing. A 491 habitatges hi havia un automòbil i a 310 n'hi havia dos o més.

### Piràmide de població
La piràmide de població per edats i sexe el 2009 era:
| Homes | Edats   | Dones |
| ----- | ------- | ----- |
| 0     | 95 o +  | 8     |
| 4     | 90 a 94 | 4     |
| 8     | 85 a 89 | 28    |
| 8     | 80 a 84 | 16    |
| 20    | 75 a 79 | 48    |
| 52    | 70 a 74 | 72    |
| 52    | 65 a 69 | 72    |
| 76    | 60 a 64 | 52    |
| 48    | 55 a 59 | 48    |
| 92    | 50 a 54 | 84    |
| 92    | 45 a 49 | 88    |
| 80    | 40 a 44 | 80    |
| 108   | 35 a 39 | 76    |
| 68    | 30 a 34 | 76    |
| 88    | 25 a 29 | 60    |
| 64    | 20 a 24 | 68    |
| 60    | 15 a 19 | 72    |
| 80    | 10 a 14 | 96    |
| 84    | 5 a 9   | 36    |
| 64    | 0 a 4   | 52    |

## Economia
El 2007 la població en edat de treballar era de 1.443 persones, 1.055 eren actives i 388 eren inactives. De les 1.055 persones actives 942 estaven ocupades (558 homes i 384 dones) i 112 estaven aturades (34 homes i 78 dones). De les 388 persones inactives 144 estaven jubilades, 114 estaven estudiant i 130 estaven classificades com a «altres inactius».

### Ingressos
El 2009 a Fère-Champenoise hi havia 1.007 unitats fiscals que integraven 2.371 persones, la mediana anual d'ingressos fiscals per persona era de 16.108 €.

### Activitats econòmiques
Dels 107 establiments que hi havia el 2007, 4 eren d'empreses alimentàries, 2 d'empreses de fabricació de material elèctric, 6 d'empreses de fabricació d'altres productes industrials, 17 d'empreses de construcció, 26 d'empreses de comerç i reparació d'automòbils, 7 d'empreses de transport, 8 d'empreses d'hostatgeria i restauració, 1 d'una empresa d'informació i comunicació, 4 d'empreses financeres, 4 d'empreses immobiliàries, 10 d'empreses de serveis, 10 d'entitats de l'administració pública i 8 d'empreses classificades com a «altres activitats de serveis».
Dels 35 establiments de servei als particulars que hi havia el 2009, 1 era una gendarmeria, 1 oficina de correu, 3 oficines bancàries, 1 funerària, 2 autoescoles, 3 paletes, 2 guixaires pintors, 2 fusteries, 4 lampisteries, 3 electricistes, 3 perruqueries, 1 veterinari, 4 restaurants, 2 agències immobiliàries, 1 tintoreria i 2 salons de bellesa.
Dels 13 establiments comercials que hi havia el 2009, 1 era un hipermercat, 1 una gran superfície de material de bricolatge, 3 fleques, 2 llibreries, 1 una llibreria, 1 una botiga d'equipament de la llar, 1 una botiga de material de revestiment de parets i terra i 3 floristeries.
L'any 2000 a Fère-Champenoise hi havia 47 explotacions agrícoles que ocupaven un total de 4.582 hectàrees.

## Equipaments sanitaris i escolars
El 2009 hi havia 1 farmàcia i 1 ambulància.
El 2009 hi havia 1 escola maternal i 1 escola elemental. Fère-Champenoise disposava d'un col·legi d'educació secundària amb 299 alumnes.

## Poblacions més properes
El següent diagrama mostra les poblacions més properes.